# Sztuka helladzka
Uzasadnienie: znaczne pokrywanie się treści w opisach charakterystycznych cech i zjawisk kulturowych
Sztuka helladzka rozwijała się na terenach Grecji lądowej od drugiej połowy III tysiąclecia p.n.e. do 1100 p.n.e., czyli podboju ziem Achajów przez Dorów. Termin sztuka helladzka został wprowadzony przez badaczy A. Wace i C. Blegena. Ostatnia faza rozwoju sztuki helladzkiej, datowana od około 1600 p.n.e. często nazywana jest sztuką mykeńską. 
Najstarszymi ośrodkami rozwoju sztuki helladzkiej są osady odkryte w Zygouries, Prosymna, Lerna; groby w Hagios Kosmas, ceramika z Sesklo, Dimini, Orchomenos, Agia Marina.
Do najstarszych znalezisk należą wykonane z terakoty figurki postaci kobiet. Ich forma jest mocno zbliżona do figurek odnalezionych na wyspach cykladzkich, tzw. idoli. Są to figurki niewielkich rozmiarów o mocno uproszczonej formie. 
Charakterystyczne dla kultury helladzkiej najwcześniejszego okresu są budowle na planie koła wznoszone z gliny na podbudowie z łupanego kamienia.
Ceramika wypalana bez ozdób lub z prostymi ornamentami w kształcie plecionki. (w tym okresie na Cykladach wyrabiano naczynia z kamienia). 
Największy rozkwit kultury i sztuki helladzkiej rozpoczął się około 1600 p.n.e. Zbiega się w czasie z ekspansją Achajów na sąsiadujące z nimi tereny. Mykeńczycy podbili Knossos w połowie XV wiek p.n.e. Najprawdopodobniej tam poznali pismo linearne B, które przystosowali do swoich potrzeb. Zatrudnili artystów  kreteńskich. Sztuka tego okresu, mimo silnego wpływu sztuki kreteńskiej, zachowała wiele cech indywidualnych.

## Literatura
- Sztuka świata – t. 2 Wydawnictwo Arkady 1990 r.
- Kazimierz Michałowski – Jak Grecy tworzyli sztukę. Wiedza Powszechna 1970 r.